# Línea 603 (Berazategui)
La línea 603 es una de las dos líneas de colectivos comunales del Partido de Berazategui, siendo prestado el servicio en la actualidad por la empresa Micro Ómnibus Quilmes S.A.C.I.F. (MOQSA). El servicio cuenta con SUBE. Hasta 2008 era prestado por la empresa M.O.C.D.B. (Microómnibus Ciudad de Berazategui) S.A.

## Recorridos
El servicio en la actualidad presenta los siguientes recorridos:
- Ramal 1  Barrio Marítimo - Cruce Varela: de Barrio Marítimo  - El Mirador (calle 53 y Camino General Belgrano) - Av Milazzo y Vergara - Est. Ranelagh - Cementerio - Sevilla y Mitre (actualmente paso bajo nivel Av. Italia) - Villa Mitre - Peaje de la bajada Berazategui de la Autopista Buenos Aires/La Plata - Est. Berazategui - Nueva Municipalidad de Berazategui - Cruce Varela. Vuelta por recorrido similar.
- Ramal 2  Barrio Marítimo - Cruce Varela: de Barrio Marítimo - Barrio San Blas - Cementerio - Sevilla y Mitre (actualmente paso bajo nivel Av. Italia) - Villa Mitre - Av. Kirchner (ex Mitre) y Julieta Lanteri (21) - Est. Berazategui  - Avenida 7 y Lisandro de la Torre - Cruce Varela. Vuelta por recorrido similar.
- Ramal 3 - Barrio Marítimo - Cruce Varela (x Barrio del Vidrio): de Barrio Marítimo - Barrio San Blas - Cementerio - Sevilla y Mitre (actualmente paso bajo nivel Av. Italia) - Villa Mitre - Av. Kirchner (ex Mitre) y Julieta Lanteri (21) - Est. Berazategui - Nueva Municipalidad de Berazategui - Av. Vergara y Av. 21 - Barrio del Vidrio - Cementerio Israelita - Cruce Varela. Vuelta por recorrido similar.
- Ramal 4 - Pueblo Nuevo - Cruce Varela: de Pueblo Nuevo - Estación Hudson - La Porteña - nuevamente estación Hudson - Bustillo - Parque Industrial Plátanos - Est. Villa España - Est. Berazategui - Nueva Municipalidad de Berazategui - Cruce Varela. Vuelta por recorrido similar.